# Parkgolf

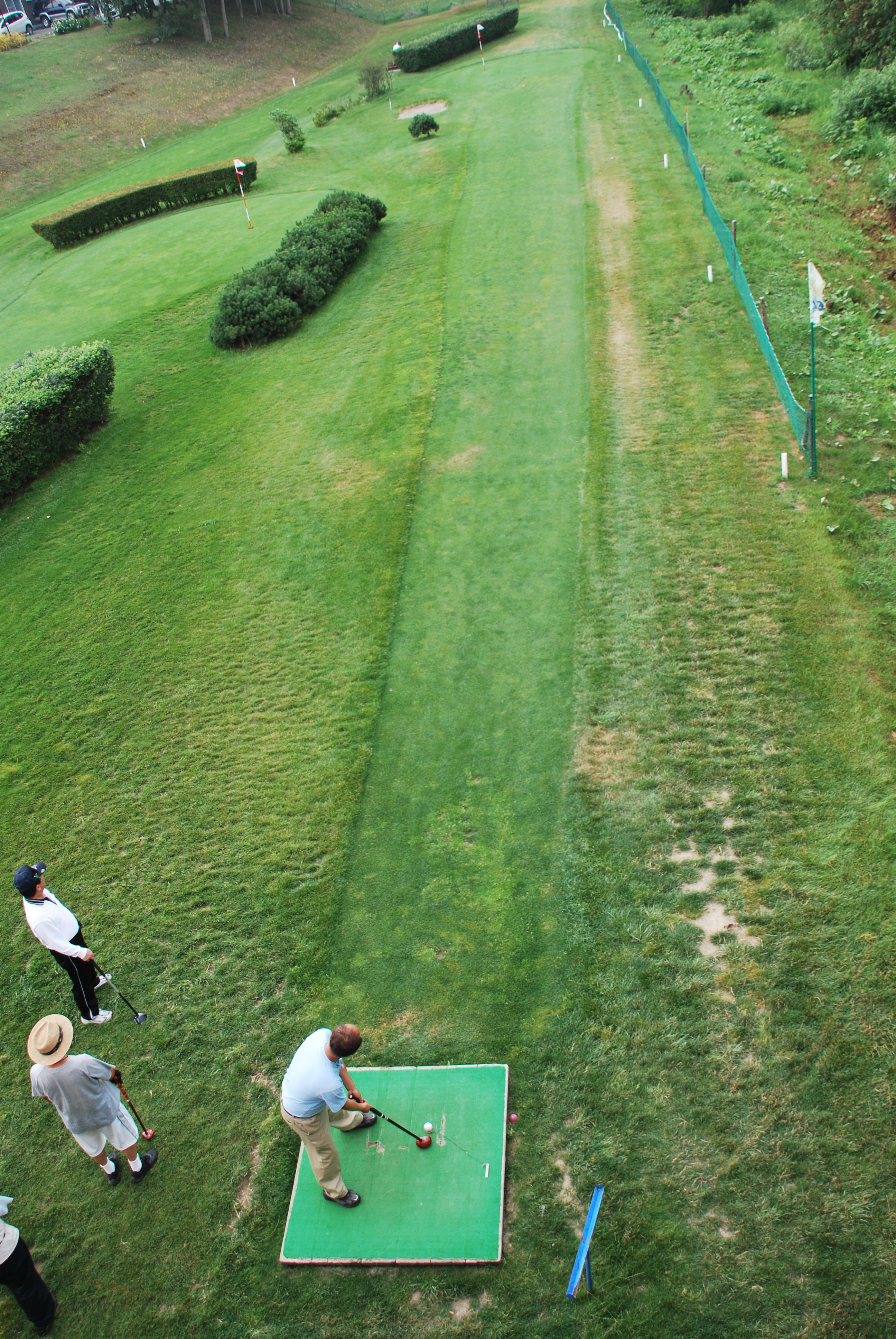
Parkgolf i Hokkaido i Japan.

Parkgolf (パークゴルフ) är en typ av golf som spelas i en park.
Sporten uppfanns 1983 i Makubetsu i Japan, där sporten framförallt utövas. Rent spelmässigt så påminner parkgolf om den vanliga golfen med skillnaden att hålen är betydligt kortare, klubban är kort och tjock samt bollen större och av plast. Parkgolf går ut på att träffa bollen i hålet på minst antal möjliga slag.
Parkgolfen uppfanns för att tätortsbefolkningen i japanska storstäder skulle kunna praktisera golf i någon form. Med brist på grönområden och tillräckliga utrymmen i och runt om framförallt Tokyo och Yokohama växte parkgolfen fram. Det var också viktigt att sporten skulle kunna spelas av alla typer av människor i alla ålderskategorier. Parkgolfbanor har nio hål. Den första banan utanför Japan finns i Insjön i Sverige där den introducerades i och med ett vänortsprojekt. Sedan 2018 finns också en bana i Nittsjö. Sporten är mycket liten utanför Japans gränser.